# Tales of Monkey Island
Tales of Monkey Island er fem episodiske adventure computerspil, der blev udgivet løbende i 2009. Spillene udviklet af Telltale Games i samarbejde med LucasArts. Spillene udgør tilsammen det femte spil i Monkey Island-serien.

## Episoder
- Launch of the Screaming Narwhal – udgivet 27. juli 2009.
- The Siege of Spinner Cay – udgivet 20. august 2009.
- Lair of the Leviathan – udgivet 29. september 2009.
- The Trial and Execution of Guybrush Threepwood – udgivet 30. oktober 2009.
- Rise of the Pirate God – udgivet 8. december 2009.